# 愛媛県立宇和島東高等学校津島分校
愛媛県立宇和島東高等学校津島分校（えひめけんりつうわじまひがしこうとうがっこうつしまぶんこう）は、愛媛県宇和島市津島町高田にある県立高等学校。

## 設置学科
- 普通科

## 沿革
- 1948年（昭和23年）9月15日 - 愛媛県立津島高等学校として設立。定時制課程を設置[2]。
- 1950年（昭和25年）6月10日 - 下灘分校の開校式・入学式を敢行
- 1952年（昭和27年）5月1日 - 下灘分校廃校
- 1956年（昭和31年） 4月1日 - 全日制課程に転換。
- 2019年（平成31年）- 全国募集開始
- 2021年（令和3年）- 分校化して愛媛県立宇和島東高等学校津島分校となる。
- 2027年（令和9年） - 宇和島東高等学校に統合予定[3]。

## 出身者
- 山泉和子（伊藤和子） - 卓球選手
- 濱田初幸 - 柔道家
- 濱田博喜 - 岡山理科大学教授
- 松本慎吾 - レスリング選手